# Kernersville
La ville de Kernersville est située dans le comté de Forsyth et celui de  Guilford, en Caroline du Nord, aux États-Unis.

## Démographie
| 1880 | 1890 | 1900 | 1910  | 1920  | 1930  |
| ---- | ---- | ---- | ----- | ----- | ----- |
| 585  | 900  | 652  | 1 128 | 1 219 | 1 754 |

| 1940  | 1950  | 1960  | 1970  | 1980  | 1990   |
| ----- | ----- | ----- | ----- | ----- | ------ |
| 2 103 | 2 396 | 2 942 | 4 815 | 5 875 | 10 836 |

| 2000   | 2010   | - | - | - | - |
| ------ | ------ | - | - | - | - |
| 17 126 | 23 123 | - | - | - | - |